# Marlon Santos
Marlon Santos da Silva Barbosa (Duque de Caxias, 1995. szeptember 7. –), vagy egyszerűen csak Marlon, brazil labdarúgó, a Sassuolo játékosa.

## Pályafutása

### FC Barcelona
Marlon 2016. november 23-án debütált a Barcelona csapatában egy Celtic elleni Bajnokok Ligája-mérkőzésen, Gerard Piqué-t váltotta a 72. percben. A spanyol bajnokságban egy Las Palmas elleni mérkőzésen mutatkozott be.

## Sikerei, díjai

### Klubcsapatban
Fluminense
- Primeira Liga: 2016

Barcelona
- Copa del Rey: 2016–17